# Nasionale Vrouemonument
Het Nationale Vrouwenmonument (Afrikaans: Nasionale Vrouemonument) in Bloemfontein, Zuid-Afrika is een monument ter herinnering aan de ontbering, die vrouwen en kinderen trof tijdens de Tweede Boerenoorlog. Ongeveer 27.000 vrouwen en kinderen van Afrikaner en Nederlandse afkomst stierven tijdens deze oorlog in Britse concentratiekampen. 
Het ontwerp van het monument is gemaakt door Frans Soff en het beeldhouwwerk door de Nederlandse beeldhouwer Anton van Wouw. Emily Hobhouse heeft de centrale beeldengroep ontworpen. De beeldengroep is een uiting van de persoonlijke belevenissen van Emily Hobhouse op 15 mei 1901, toen zij het concentratiekamp in Springfontein bezocht.
Het monument is onthuld op 16 december 1913, tijdens een gelegenheid waarbij ongeveer 20.000 mensen vanuit heel Zuid-Afrika aanwezig waren.

## Ontstaan
De gedachte om een monument op te richten, is uitgesproken door Marthinus Theunis Steyn, toenmalig president van Oranje Vrijstaat, tijdens een medische behandeling in Europa, na afloop van de Tweede Vrijheidsoorlog. Zijn vrouw, Tibbie Steyn, heeft hierop grote invloed gehad, vooral omdat zij een aantal familieleden en vrienden heeft verloren, die in concentratiekampen vastgehouden zijn. Zij had ook een nauwe band met Emily Hobhouse.

#### Voorbereidingscomité
Terug in Zuid-Afrika heeft Steyn deze gedachte verder uitgewerkt. Zijn voorbereidingscomité heeft in die tijd ook een aantal praktische alternatieven bedacht, namelijk om een school of een ziekenhuis op te richten. Verdere consultatie met meerdere Afrikanerorganisaties leidde tot het besluit om een monument op te richten ter herdenking van de vrouwen, moeders en kinderen, die gedurende de Tweede Boerenoorlog gestorven zijn in de Britse concentratiekampen.

#### Fondsen
Nadat het lobbywerk van Steyn succesvol verlopen was en het project aanvaard was, genoot het project met een budget van £10.000 prioriteit. Het comité prikkelde de openbare belangstelling en heeft collectes gehouden. Verzoeken tot bijdrages waren gericht aan kerken, culturele en vrouwen- organisaties. Bijdrages zijn ontvangen uit alle lagen van de Afrikanerbevolking en Steyn heeft persoonlijk de ontvangsten van elke bijdrage erkend. Na vier jaar, in 1911, was het bedrag bijeengebracht en kon er begonnen worden aan de uitvoering van het werk.

#### Tegenstand
In 1912 is de oprichting van het monument langdurig voorafgegaan door uitgesproken bedenkingen van overwegend Engelssprekende leden van de stadsraad van Bloemfontein, namelijk dat de oprichting van dit monument negatief zou overkomen in Groot-Brittannië en zou de plaatselijke inwoners, welke de Britse oorlogpoging tegen de Oranje-Vrijstaat en Transvaal gesteund hadden, voor het hoofd stoten. Nadat een heftig debat over deze gevoeligheden gevoerd was, is de toestemming uiteindelijk toch verleend en kond de oprichting voortgaan.
Dit gebeuren is gevolgd door een tweespalt in de Afrikanergelederen, aan het begin van 1913, het jaar waarin het monument onthuld zou worden. Eerste minister Louis Botha heeft een centrale rol vervuld in de poging om verscheidene groeperingen na de oorlog tot verzoening te brengen met het Verenigd Koninkrijk. Botha heeft ook al in 1907 in de toenmalige Transvaal zijn tegenstand uitgesproken dat de zaak ter oprichting van een Vrouwenmonument tijdens politieke bijeenkomsten bevorderd is. Hij was bezorgd over de mogelijke schadelijke uitwerkingen, welke deze gedenkwaardigheden, verbonden aan concentratiekampen, op zijn verzoeningspolitiek zou hebben.
Deze verwikkelingen zijn merkwaardig, met inachtneming van die uitwerking die deze gehad hebben op de oprichting, onthulling en status van het monument. Wat aanvankelijk als een nationale gebeurtenis bestempeld was, is schielijk gehuld in omstredenheid op het plaatselijke vlak, maar met uitwerking op het nationale toneel. Zelfs Emily Hobhouse moest aantreden met een pleidooi dat de strijdbijl onder het 'Vrouwenmonument' begraven moest worden.

## Ligging
Het monument is ongeveer 3 kilometer ten zuiden van het centrum van Bloemfontein opgericht. Tegen de achtergrond van omliggende heuvels smelt de constructie goed samen met de landelijkheid, die symbool staat voor de plaats en bedrijvigheden van de toenmalige boerensamenleving. Het monument heeft over de platte Vrijstaatse omgeving en omliggende heuvels gewaakt.
Sindsdien is de omgeving van het monument verstedelijkt, maar er is een open ruimte behouden waarin de infrastructuur van dit terrein een landelijkheid vertegenwoordigt. Dit terrein wordt begrensd door de Monumentweg en Curielaan.

## Uitleg over het monument
Een cirkelvormige beschutting (schermmuur) omringt het monument aan de voet van een gedenknaald of obelisk, die 35 meter hoog is.

#### Beeldengroep

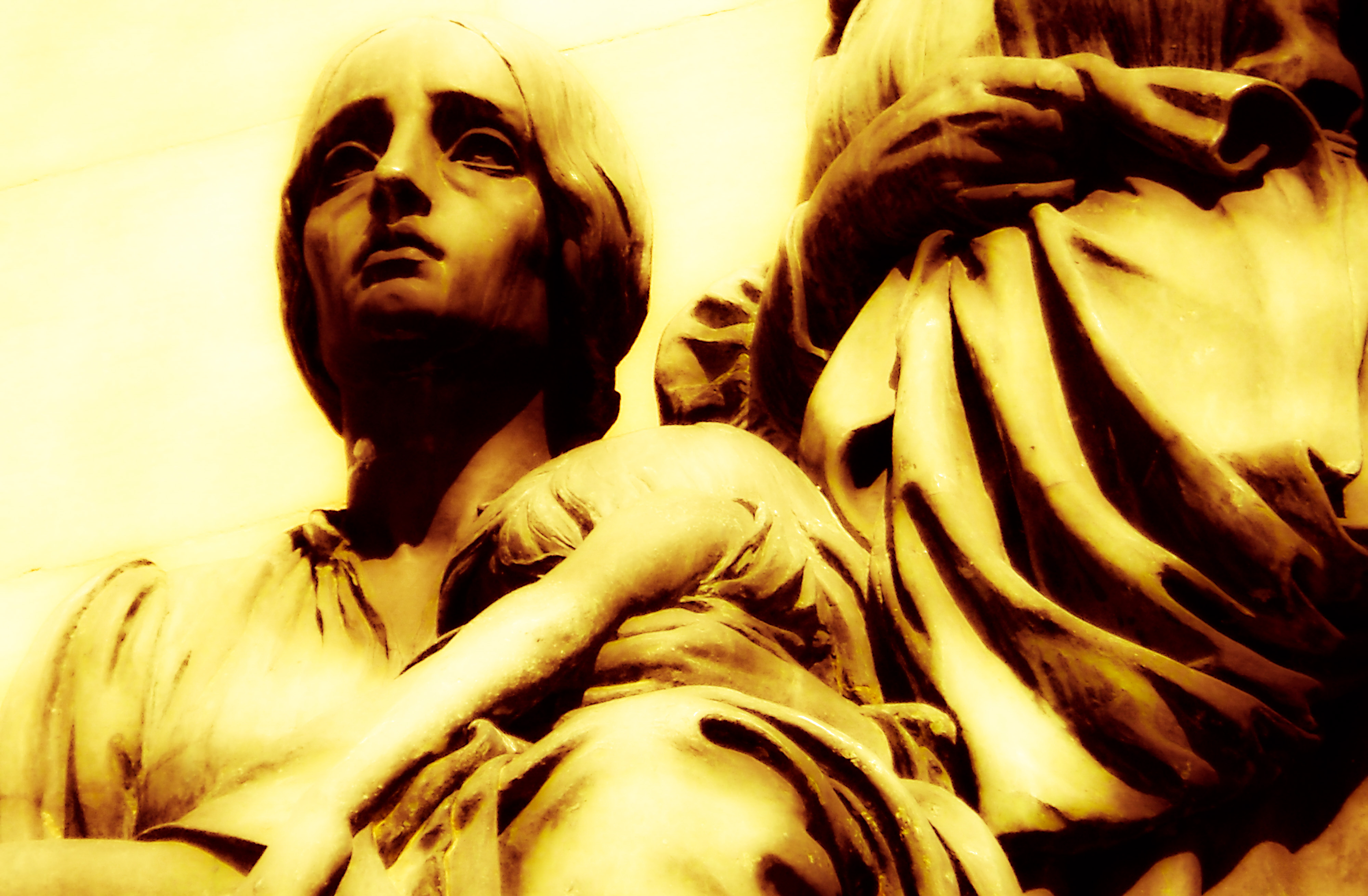
Close-up van de beeldengroep

De beeldengroep bestaat uit een vrouw zonder kap, met haar uitgeteerde en stervende kind op haar schoot. Een tweede vrouw tuurt in de verte, terwijl zij de Here aanroept om de tragedie te aanschouwen.
De inspiratie voor dit schouwspel is op aangrijpende wijze door Emily Hobhouse beschreven, door te verwijzen naar een situatie in Springfontein: 
“Een moeder kijkt niet naar haar stervende kind, maar beleeft een pijn die verder gaat dan alle tranen. Een tweede boodschap spreekt uit ogen van deze vrouw: haar kind is dood, maar zij zal niet geheel en al uitsterven, haar volk zal niet uitgeroeid worden.”
Hobhouse heeft Anton van Wouw als beeldhouwer niet hoog geacht en heeft kritiek uitgesproken op het eindproduct. De beelden hebben volgens haar niet recht laten geschieden aan de situatie, die was bedoeld te worden verbeeld. Zij verwees naar het kinderbeeld, als dat “het [kinderbeeld] eerder lijkt te slapen, dan dodelijk ziek lijkt te zijn.”

#### Tekst
De tekst op het monument is in het Nederlands geschreven en luidt:

#### Nagedachtenis
Het Vrouwenmonument heeft in haar begin groot aanzien genoten, maar is uiteindelijk in de schaduw van het grotere Voortrekkermonument te komen te staan. Het Voortrekkersmonument is als nationaal symbool 36 jaar na de onthulling van het Vrouwenmonument, op 16 december 1949 te Pretoria onthuld. Het Voortrekkermonument is onthuld in het jaar nadat de Nasionale Party in 1948 triomfantelijk het politieke bestuur in Zuid-Afrika overgenomen heeft en de onthulling is samengevallen met het eeuwfeestherdenking van de Grote Trek. Daartegenover staat de voorafgaande omstredenheid, welke was verbonden aan de oprichting en onthulling van het Vrouwenmonument deels reden voor de traagheid waarmee dit monument als nationaal monument erkend wordt.

## Jaarlijkse Herdenking
De leerlingen van de C & N Meisjeschool Oranje in Bloemfontein bezoeken jaarlijks het monument om de nagedachtenis van president M.T. Steyn en de historische gebeurtenissen in herinnering te roepen. Het bezoek is een wandeltocht vanaf de school en strekt over een afstand van 10 kilometer. Daarna wordt er een kranslegging bij het graf van oud-president Steyn van Oranje-Vrijstaat gehouden, en volgen verscheidene verrichtingen om de leerlingen bewust te maken van hun potentiaal om met doorzettingsvermogen de tradities van hun Afrikanervoorzaten voort te zetten, als Christenen en toekomstige leiders van de samenleving.

## Latere verwikkelingen
De aard van het monument is met het verloop van de tijd verbreed. Aanvankelijk werd het manlijke geslacht uitgesloten, want in de meeste concentratiekampen in de Tweede Boerenoorlog zaten alleen vrouwen en kinderen. Maar met de begrafenis van M.T. Steyn aan de voet van de zuil, is een nieuw tijdperk van herdenking ingeluid en is er zelfs ten dele een oorlogsherdenking (van de Tweede Boerenoorlog) aan het monument gekoppeld.
Tibbie Steyn heeft haar bekommernis uitgesproken over de mogelijkheid dat het gebied rondom het monument als begraafplaats voor Afrikanerhelden zou dienen, omdat zo de aanvankelijke focus op het leed en sterfte van vrouwen en kinderen in de Tweede Boerenoorlog zou verwateren. In weerwil van haar eigen wensen, is Tibbie Steyn in 1955 op aandrang van dr. D.F. Malan, de toenmalige Eerste Minister tot 1954, in een graf naast haar man begraven. Malan had zijn aandrang gebaseerd op het standpunt dat mevrouw Steyn de laatste schakel was met de voormalige Boerenrepublieken.
Sinds de jaren 1960 zijn meerdere aandenken uit de Tweede Boerenoorlog op het terrein van het Vrouwenmonument aangebracht. Dit heeft de indruk verder gevestigd dat het monument een oorlogsherdenkingsterrein is geworden. Bronnen van culturele instanties zijn aangewend om het omringende terrein in te richten met standbeelden van burgers, die oprukken na de oorlog, krijgsgevangenen en “Bittereinders” (Afrikaners die na het sluiten van de vrede deze vrede niet accepteerden).

#### Graven bij het monument
- Oud-President van Oranje-Vrijstaat M.T. Steyn 1916
- Christiaan de Wet 1922
- Emily Hobhouse 1926
- Eerwaarde J.D. Kestell 1941
- Rachel Isabella (Tibbie) Steyn) 1955

## Andere instellingen
Het Oorlogsmuseum van de Boerenrepublieken is permanent gevestigd op hetzelfde perceel als het Nationaal Vrouwenmonument.